# David Dein
David Barry Charles Dein (Londra, 7 settembre 1943) è un dirigente sportivo inglese.
Ha fatto principalmente il vicepresidente dell'Arsenal e della Football Association, e presidente del G-14.